# Борисов, Дмитрий Фомич
Дми́трий Фоми́ч Бори́сов (1780—1850) — русский архитектор, мастер церковной архитектуры. Московский губернский архитектор в 1824—1848 годах.

## Биография
Происходил из обер-офицерских детей. В службе — с 1794 года; с 1800 года служил в Межевой канцелярии. Позднее являлся учеником архитектора в Московской Конторе городского строительства. В 1804—1812 годах являлся помощником архитектора в экспедиции Московской управы благочиния. С 1813 по 1833 годы состоял помощником архитектора в Комиссии строений. В 1824—1848 годах служил московским губернским архитектором.
В 1823 году награждён орденом Св. Анны 3-й степени и внесён в «Родословную книгу дворянства Московской губернии». С 1831 года — надворный советник.
Умер 30 января 1850 года.

## Постройки
- Колокольня Знаменского монастыря (1813, Москва, улица Варварка, д. 8—12)[1];
- Внутренняя и внешняя отделки дома губернских присутственных мест (1814, Москва, Проезд Воскресенские Ворота, 1, во дворе);
- Церковь Рождества Пресвятой Богородицы (1819, с. Шестаково Волоколамского района Московской области), объект культурного наследия федерального значения[2][3];
- Внутренняя и внешняя отделки Екатерининской больницы (1822—1823, Москва, Страстной бульвар, 15);
- Церковь Рождества Христова (1826—1829, с. Рождествено Истринского района Московской области)[4];
- Церковь (1827—1828, село Милятино);
- Здание духовного училища (1828, Звенигород);
- Церковь Трёх Святителей Великих Высоцкого монастыря (1831—1840, Серпухов, ул. Калужская, 110)[5];
- Перестройка церкви Троицы Живоначальной, что в Полях (1832, Театральный проезд, у д. 4), не сохранилась[6];
- Церковь Вознесения Господня (1834—1837, с. Сурмино Дмитровского района Московской области)[7];
- Манеж (1838—1839, Коломна);
- Церковь Воздвижения Честного Креста Господня, совместно с Ф. М. Шестаковым (1838—1847, с. Воздвиженское Сергиево-Посадского района Московской области)[8];
- Церковь Параскевы (Пятницы) Великомученицы (1839—1849, с. Горбачиха Орехово-Зуевского района Московской области), перестроена в 1889 году В. О. Грудзиным[9];
- Южный придел Собора Успения Пресвятой Богородицы (1841, Дмитров, Историческая площадь, 11)[10];
- Собор Николая Чудотворца в Николо-Угрешском монастыре (1841—1843, Дзержинский, пл. Святителя Николая, 1), разрушен в 1940 году[11].